# 展盤菌科
展盤菌科（學名：Ascocorticiaceae），又譯作栓皮子囊菌科，是子囊菌門錘舌菌綱柔膜菌目的一個科。於1893年由德國真菌學家約瑟夫·梭羅德描述。本科是一個單型的分類單元，只有展盤菌屬（Ascocorticium）一個屬。本科物種多生長於溫帶地區，在針葉樹的腐木上行腐生生長。

## 下属分类
本科包括以下属：
- Ascocorticiellum Jülich & B.de Vries
- 展盘菌属 Ascocorticium Bref.
- Ascosorus Hennings & Ruhland, 1900
- Laricina Velenovský, 1934